# Buenoa speciosa
Buenoa speciosa är en insektsart som beskrevs av Truxal 1953. Buenoa speciosa ingår i släktet Buenoa och familjen ryggsimmare. Inga underarter finns listade i Catalogue of Life.